# Akagera nationalpark
Akagera nationalpark ligger i östra delen av Rwanda vid gränsen mot Tanzania. Den är uppkallad efter Akagerafloden som bildar nationalparkens östra gräns.
Naturskyddsområdet inrättades 1934 och det hade ursprungligen en yta av 2 500 km². Parkens storlek halverades 1997 under inbördeskriget i Rwanda. Landskapet är huvudsakligen kullig och några bergstoppar ligger 2000 meter över havet.
I nationalparken förekommer många däggdjur som är typiska för den afrikanska savannen, däribland de fem stora. Vid Akagerafloden lever dessutom flodhästar och krokodiler. Här hittas även olika primater som anubisbabian, Cercopithecus doggetti (tidigare listad som underart av diademmarkatta) och Chlorocebus pygerythrus. Av fåglarna blev över 750 olika arter registrerade, däribland lilabröstad blåkråka, papyrusbusktörnskata, gråtoko och träskonäbb.

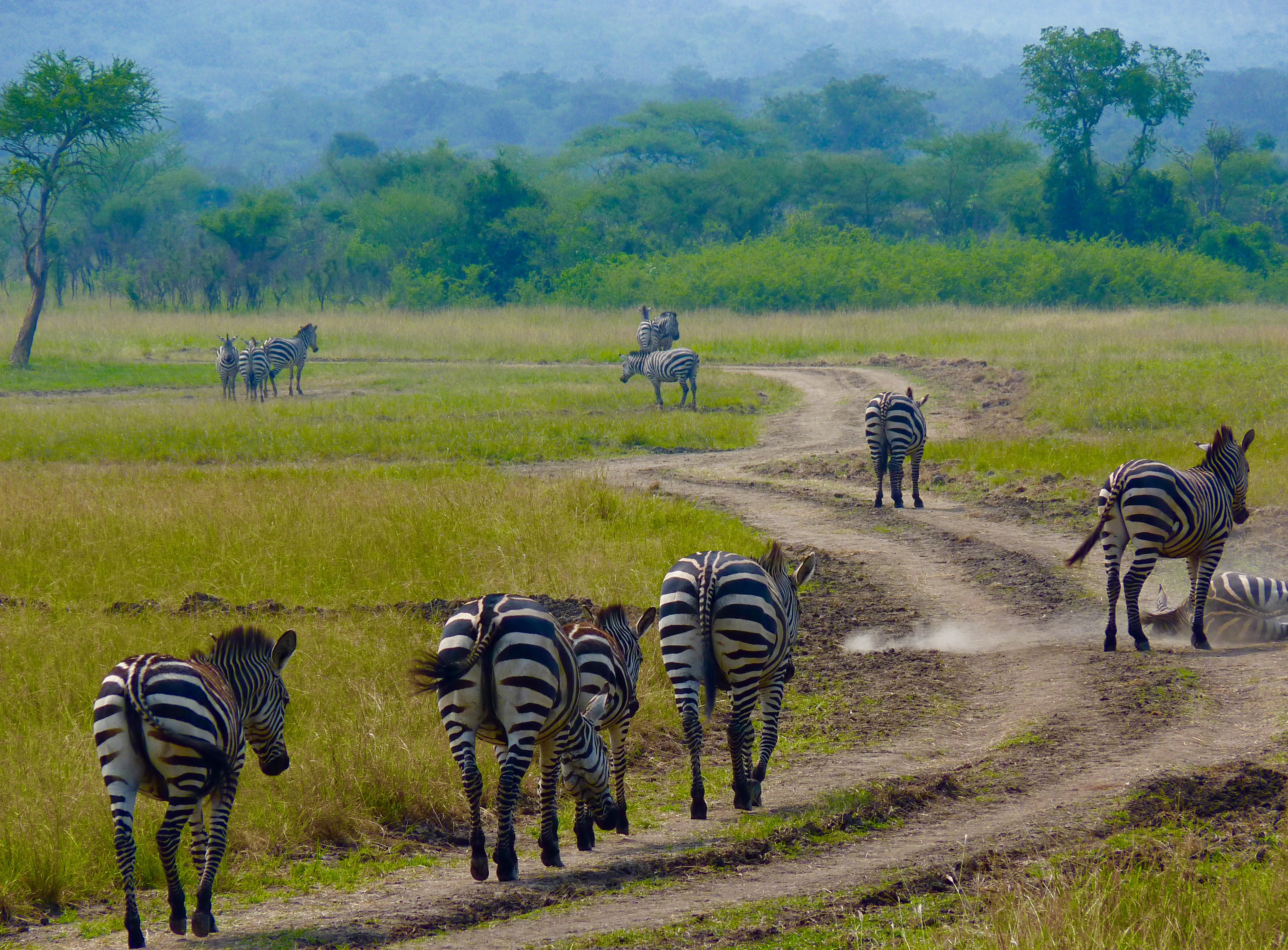
Akagera nationalpark